# Шулятицький Андрій Тарасович
Андрій Тарасович Шулятицький (нар. 8 червня 1969, Москва, СРСР) — радянський та український футболіст, півзахисник. Зараз — директор ДЮФК «Ніка-05».

## Клубна кар'єра

### Ранні роки
Андрій Шулятицький народився 8 червня 1969 року в Москві, в той час як його батько виступав за місцевий ЦСКА. Сім'я Андрія проживала в спортивному будинку, в якому мешкали сім'ї футбольних, хокейних та баскетбольних гравців московського ЦСКА. У півторарічному віці Шулятицькі повернулися до Львова. У Львові родина оселилася поряд зі стадіоном СКА, тому й футбольної майстерності Андрій навчався саме в місцевому СКА.

### Прикарпаття
У 1988 році разом зі СКА-Карпатами поїхав на тренувальний збір у Сочі, в якому також проводили свої збори й «Прикарпаття». Керівники обох клубів вирішили влаштувати обмін гравцями: брати Юрченки перейшли у СКА-Карпати, а Андрій Шулятицький та Роман Толочко опинилися в «Прикарпатті». У тій команді було багато як досвідчених гравців, так і перспективної молоді: Ярослав Думанський, Микола Волосянко, Роман Русановський, Сергій Сташко, Валерій Лахмай, Сергій Турянський, Ярослав Ватаманюк, Михайло Савка, Ігор Мельничук, Юрій Вернидуб, Роман Григорчук та ін. У вищій лізі чемпіонату України дебютував 7 березня 1992 року у нічийному (0:0) матчі 1-го туру підгрупи 2 проти луцької «Волині». Андрій вийшов на поле в стартовому складі, але на 65-й хвилині його замінив Володимир Винник. Проте досить швидко в колективі почалися чвари, інтриги й пошуки «крайніх». У команди був молодий президент, Анатолій Ревуцький, який не зміг порозумітися з головним тренером івано-франківської команди, Іван Краснецький, який бачив процес розвитку команди по-своєму. Внаслідок цього команда вилетіла з вищої ліги, а Андрій Шулятицький зіграв 29 матчів у національному чемпіонаті. По завершенні чемпіонату багато гравців «засвітилися» й перейшли до інших клубів. Наступного сезону Андрій продовжив свої виступи в «Прикарпатті». Дебютним голом за «Прикарпаття» відзначився 13 квітня 1993 року на 88-й хвилині переможного (2:0) домашнього матчу 27-го туру першої ліги чемпіонату України проти чортківського «Кристала». Шулятицький вийшов на поле в стартовому складі та відіграв увесь поєдинок. За підсумками сезону у першій лізі чемпіонату України зіграв 28 матчів та відзначився 2-ма голами, ще 2 поєдинки у футболці «Прикарпаття» провів у кубку України. Влітку 1993 року у клубі відбулися зміни й Андрію Шулятицькому запропонували покращені умови, проте він вирішив покинути івано-франківську команду.

### Карпати
Отож влітку 1993 року Андрій перейшов до львівських «Карпат». У «Карпатах» дебютував 8 серпня 1993 року у програному (1:2) виїзному поєдинку 1-го туру вищої ліги чемпіонату України проти київського «Динамо». Андрій вийшов на поле у стартовому старті, а на 80-й хвилині його замінив Юрій Шулятицький. На момент переходу Андрія до Львова перед клубом стояли амбітні завдання, проте в стартових 10 турах чемпіонату «Карпати» здобули лише 2 перемоги й до того ж вилетіли з кубку України. Проте справи в клубу налагодилися після приходу двох досвідчених гравців, Едуарда Валенка та Івана Гамалія. 13 жовтня 1993 року на 74-й хвилині нічийного (1:1) виїзного поєдинку проти 11-го туру вищої ліги чемпіонату України проти тернопільської «Ниви» відзначився дебютним голом за «Карпати». Шулятицький вийшов у стартовому складі та відіграв увесь поєдинок. В цей період у команді склад майже кожні пів року суттєво змінювався, оскільки львівська команда завдяки своєму імені мала можливість запрошувати футболістів високого рівня кваліфікації, а керівництво клубу завжди ставило амбітні завдання. У «Карпатах» Андрій переживав пік своєї кар'єри, і в цей час отримав серйозні травми. Спочатку травмував хрестоподібні зв'язки коліна, а потім і пахові кільця. Через нерозвиненість спортивної медицини одужання затягнулося. Проте команда стала на переможний шлях. 28 липня 1996 року зіграв свій останній матч у футболці «зелено-білих», у переможному (3:1) домашньому матчі 3-го туру вищої ліги чемпіонату України проти тернопільської «Ниви». Шулятицький вийшов на 75-й хвилині, замінивши Андрія Покладка. Протягом свого перебування в «Карпатах» у чемпіонаті України зіграв 54 матчі та відзначився 2-ма голами, ще 8 матчів (2 голи) провів за львівську команду у кубку України.

### Гарай
У 1996 році Андрія почали турбувати старі травми, через що він не міг тренуватися на повну силу, внаслідок чого втратив місце в основі «Карпат». Останні поєдинки проводив «на уколах», почав замислюватися про завершення футбольної кар'єри. Проте ще мав бажання грати, тому перейшов до складу «Гарая», який на той час виступав у другій лізі чемпіонату України. Партнером по команді у Шулятицького в той час був Володимир Єзерський. Дебютував за команду з Жовкви 22 вересня 1996 року у нічийному (1:1) домашньому поєдинку 7-го туру групи А другої ліги чемпіонату України проти «Калуша». Шулятицький вийшов у стартовому складі, а на 76-й хвилині його замінив Тарас Ткачик. Протягом свого перебування в «Гараї» зіграв 8 матчів у другій лізі чемпіонату України.

### Волинь та Закарпаття
У 1998 році перейшов до луцької «Волині». У складі волинян дебютував 27 березня 1998 року в переможному (1:0) домашньому поєдинку 23-го туру першої ліги чемпіонату України проти макіївського «Шахтаря». Андрій вийшов на поле на 86-й хвилині, замінивши Володимира Мозолюка. Дебютним голом у футболці «Волині» відзначився 7 квітня 1998 року на 81-й хвилині переможного (2:1) виїзного поєдинку 26-го туру першої ліги чемпіонату України проти охтирського «Нафтовика». Шулятицький вийшов на поле в стартовому складі та відіграв увесь поєдинок. Протягом свого перебування у луцькій команді в чемпіонаті України зіграв 39 матчів та відзначився 2-ма голами, ще 5 матчів у футболці «Волині» зіграв у кубку України. 
У 1999 році перейшов до іншого західноукраїнського клубу, «Закарпаття», який також виступав у першій лізі. Дебютував за ужгородську команду 31 липня 1999 року в програному (2:3) домашньому матчі 2-го туру першої ліги чемпіонату України проти ФК «Черкаси». Андрій вийшов на поле на 63-й хвилині, замінивши Олега Миронова, який отримав жовту картку. У футболці «Закарпаття» у першій лізі чемпіонату України зіграв 12 матчів. Останні місяці кар'єри для Андрія Шулятицького давалися дуже важко, зранку не міг вийти на зарядку через нестерпний біль в ахілах. Саме тому у віці 30 років вирішив завершити кар'єру футболіста.

## Футбольна діяльність
По завершенні футбольної кар'єри займався підприємницькою діяльністю. У 2005 році став засновником ДЮФШ «Ніка-05», після чого став її президентом. Зараз команда виступає у вищій лізі чемпіонату ДЮФЛ. Тричі намагався створити дорослу футбольну команду, яка грала у чемпіонаті Івано-Франківської області. На базі ДЮСШ «Ніка-05» було засновано ФК «Тепловик-Прикарпаття».

## Особисте життя
Одружений, має доньку та сина.
Андрій належить до великої футбольної родини. Його батько, Тарас Шулятицький, також був професіональним футболістом і виступав за клуби «Спартак» (Івано-Франківськ), СКА (Львів), ЦСКА (Москва), «Локомотив» (Москва) та «Карпати» (Львів). Дядько Андрія, Юрій-Йосиф Шулятицький, також був футболістом, але виступав на аматорському рівні за івано-франківський «Локомотив» у обласному чемпіонаті. Двоюрідний брат Андрія, Юрій Шулятицький, також став професіональним футболістом. Він виступав зокрема за «Прикарпаття» (Івано-Франківськ), «Карпати» (Львів) та «Зірку» (Кіровоград).